# Чальма (Веракрус)
Чальма (исп. Chalma) — деревня в Мексике, входит в штат Веракрус. Административный центр одноимённого муниципалитета.